# Gabriel Revel
Gabriel Revel (Château-Thierry, 10 maggio 1642 – Digione, 9 luglio 1712) è stato un pittore francese.

## Biografia

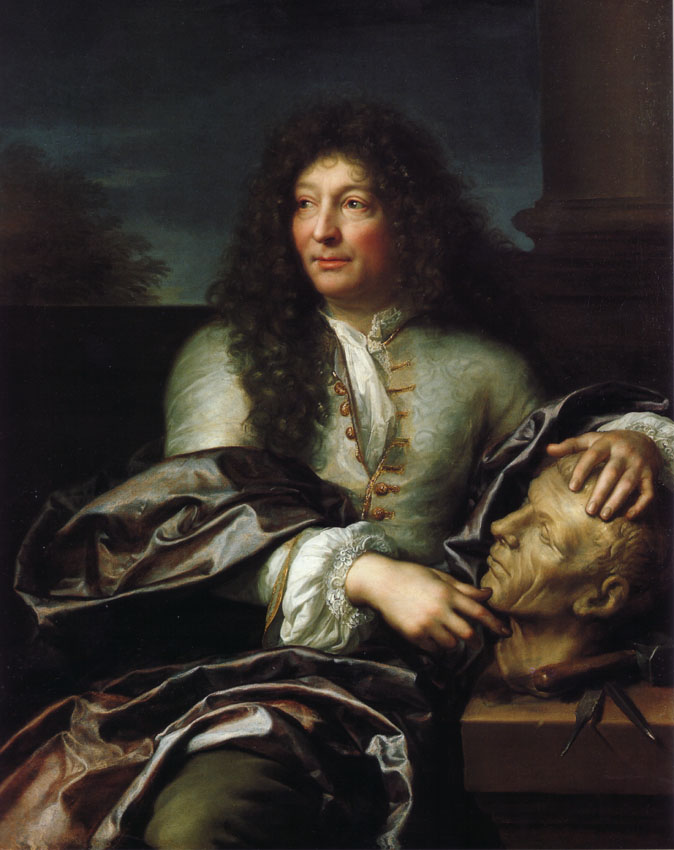
Ritratto di Girardon, Reggia di Versailles

Allievo di Charles Le Brun, operò a Versailles sotto la sua direzione. Entrò in Accademia presentando i ritratti di Anguier e di Girardon, tuttora conservati a Versailles. Nel 1685 si trasferì a Digione, dove si trova la sua opera più importante: il soffitto della sala grande del Palazzo del Parlamento, attuale Palazzo di Giustizia.
Il Museo di Belle Arti di Digione conserva numerosi ritratti di sua mano.
Anche il figlio Jean fu un celebre ritrattista.